# 翠蜥
翠蜥（学名：Lamprolepis smaragdina）为石龙子科翠蜥属的爬行动物。分布于菲律宾群岛、加里曼丹、爪哇、苏拉威西、巴布亚新几内亚、加罗林岛等地，一般生活于热带雨林中以及几乎完全在树干上生活。该物种的模式产地在菲律宾。